# Król królów

Herb szachów perskich

Król królów – tradycyjny tytuł używany przez monarchów aspirujących do władzy uniwersalnej lub zwierzchnictwa nad innymi władcami. Stosowany głównie na Bliskim Wschodzie, a także w dawnej Abisynii. Po raz pierwszy formuła ta pojawiła się w starożytnej Mezopotamii, gdzie jeden z władców dynastii akadyjskiej nosił imię Šar-kali-šarrī, co w języku akadyjskim oznacza król wszystkich królów. 

## Persja
Władcy Persji używali tytułu Szachinszach (dosł. „król królów”, z perskiego szach – król).
Po podbiciu Mezopotamii w 539 p.n.e. królem królów ogłosił się władca Persji, Cyrus II Wielki, a jego następcy z dynastii Achemenidów stosowali go konsekwentnie aż do momentu upadku ich imperium. Tytuł wskrzesili, po opanowaniu Iranu i Mezopotamii, królowie Partów, Arsacydzi, i odtąd (II w. p.n.e.) był kojarzony głównie z tradycją irańską. W języku staroperskim, używanym za Achemenidów, formuła „król królów” brzmiała Xšâyaθiya Xšâyaθiyânam, w średnioperskim (od czasów Partów) przybrała znane po dziś dzień brzmienie Szachin-Szach. Po zajęciu terenów dzisiejszego Iranu przez Arabów w VII w. n.e. szachinszachami tytułowali się różni władcy, m.in. w Indiach, Afganistanie i Iraku.
W XX wieku tytułu tego używała panująca w Iranie dynastia Pahlawich.

## Cesarstwo Etiopii
Tradycyjnie władców Etiopii określa się błędnie mianem cesarzy. W Etiopii tytuł ten brzmiał nyguse negest (nəgusä nägäst), tj. król królów.

## Imperium Osmańskie
Sułtanowie osmańscy używali tytułu o podobnym znaczeniu – padyszach (pad-e szach), tj. pan królów.

## Król królów w tradycji judeochrześcijańskiej

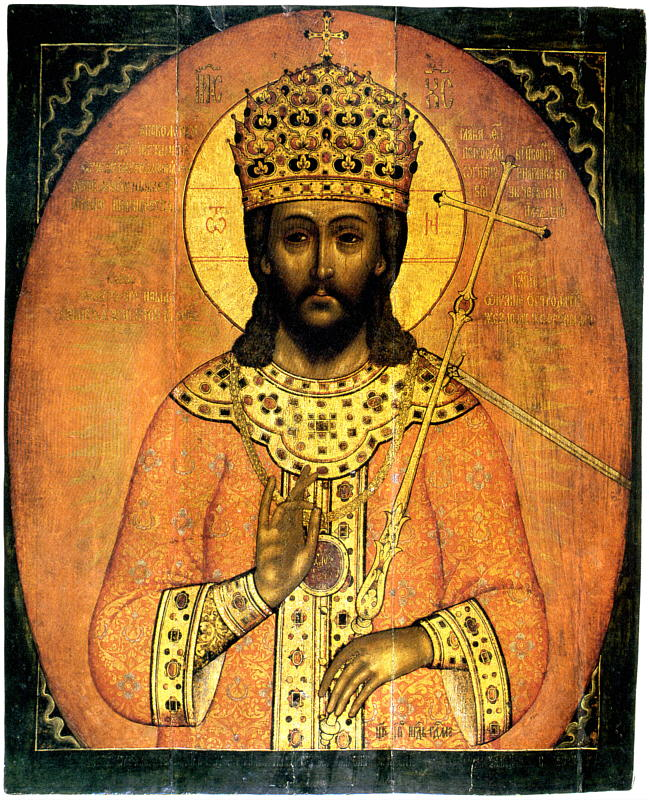
„Chrystus jako Król Królów”. Rosyjska ikona z Muromia (1690)

### Judaizm
W judaizmie „Król Królów” (hebr. Melech ha-M'lachim) to wyrażenie odnoszące się do Boga, którego imię nie może być wypowiedziane. Zwykle oddaje się je jako Melech Malchei Ha-M'lachim (Król Królów Królów), mówiąc o wyższym tytule od tego noszonego przez władców babilońskich i perskich wspomnianych w  Biblii (konkretnie w Księdze Daniela).

### Chrześcijaństwo
Jezus Chrystus jest nazywany „Królem Królów” w biblijnej Apokalipsie świętego Jana.